# Chilcano (caldo)
El chilcano es un caldo a base de cabezas y espinos de pescado, típico de la gastronomía del Perú. Se le suele añadir cebolla, ají amarillo, orégano, patatas, perejil, algunos trozos de pescado y zumo de limón.
Es un caldo picante elaborado desde la época prehispánica por los pescadores de la zona costera del Perú,(Tumbes) los cuales realizaban un potaje picante a base de pescado con algún elemento agrio. Su nombre proviene del pueblo de Chilca, al sur de Lima. Según Mejía Xeespe, el nombre original del plato es chalwa chupe chilcano, palabras quechuas que significan sopa (chupe) de pescado (chalwa) colérica (chillca).
Es un caldo que se suele acompañar de cebiche. También se asocia a su potencial teórico para aliviar los síntomas de la resaca.